# Lyconet
Lyconet Marketing Agency Limited es una empresa de marketing global fundada en 2018. Junto con su grupo de empresas afiliadas, denominadas colectivamente "Lyconet", opera en más de 50 países. La empresa promociona sus servicios a través de una red de más de 500 000 comercializadores independientes, conocidos como Lyconet Marketers.
En septiembre de 2020, Lyconet operaba en 50 mercados de seis continentes. La empresa declaró haber alcanzado los 50.000 seguidores en Facebook en junio de 2020, aproximadamente un año y medio después de su lanzamiento.

## Modelo de negocio
Lyconet afirma que su misión es apoyar a los vendedores independientes en el desarrollo de carreras a largo plazo como empresarios. La empresa ofrece una plataforma en línea destinada a facilitar el acceso a servicios y apoyo, y también organiza eventos centrados en el desarrollo personal y la formación.
El objetivo declarado de Lyconet es apoyar a los empresarios independientes en el establecimiento y promoción de sus propios negocios, así como el "Benefit Program" operado por su socio de cooperación, myWorld. A cambio de comercializar y facilitar la venta de bienes, servicios, viajes y otras ofertas del Grupo myWorld y sus socios afiliados, los vendedores de Lyconet pueden ganar comisiones.
Lyconet proporciona material informativo, asesoramiento individual, tutoría y eventos exclusivos, que la empresa describe como un apoyo a los profesionales del marketing que aspiran a construir carreras a largo plazo como empresarios independientes.

## Asociaciones estratégicas
Lyconet es una agencia internacional de marketing en red que colabora con diversos socios comerciales en el marco de sus operaciones globales.

### myWorld International AG
Lyconet mantiene una asociación estratégica con myWorld International AG. A través de esta asociación, los vendedores de Lyconet pueden promocionar y facilitar la venta de bienes, servicios y ofertas de viajes del grupo myWorld y sus socios afiliados. También pueden remitir nuevos clientes al Benefit Program, el programa gestionado por myWorld -que ofrece afiliación gratuita- y captar nuevos comerciantes para que participen en el programa. A cambio de estas actividades promocionales, myWorld proporciona comisiones de afiliación a Lyconet, que luego se distribuyen a los vendedores de Lyconet. Según la empresa, los vendedores de Lyconet han contribuido a atraer a miles de comerciantes y proveedores de servicios al Benefit Program, el programa gestionado por myWorld.

## Lyconet Elite Seminar
El Lyconet Elite Seminar es un evento anual organizado por Lyconet y se describe como uno de los mayores eventos de marketing de redes en Europa, que atrae a varios miles de participantes cada año. El seminario ofrece actualizaciones de la empresa, sesiones de formación y presentaciones destinadas al desarrollo profesional. Entre los ponentes invitados se encuentran Tony Robbins, Eric Worre, Pitbull y Tobias Beck.

## Eventos en línea
Durante la pandemia de COVID-19, Lyconet pasó a organizar eventos en línea a gran escala. Una de esas series de eventos virtuales recibió la medalla de plata en el Premio Austriaco de Eventos 2022 en la categoría "Eventos, ferias y congresos en línea".

## Caridad
Lyconet apoya a la Child & Family Foundation y a la Greenfinity Foundation, ambas implicadas en iniciativas caritativas y medioambientales. Estas organizaciones reciben apoyo promocional a través de los canales de comunicación de Lyconet, incluyendo oportunidades para solicitar donaciones. Los vendedores de Lyconet también organizan campañas de recaudación de fondos y eventos de apoyo, sobre todo para niños y familias. Además, contribuyen a ampliar los proyectos existentes y a iniciar otros nuevos centrados en la protección del medio ambiente.